# Liste kantonaler Volksabstimmungen des Kantons St. Gallen
Die Liste kantonaler Volksabstimmungen des Kantons St. Gallen zeigt alle Volksabstimmungen des Kantons St. Gallen von 1954 bis 2019.

## Abstimmungen
Die Abstimmungen sind in folgenden Kategorien eingeteilt worden:
| Abkürzung | Ausgeschrieben        |
| --------- | --------------------- |
| EI        | Einheitsinitiative    |
| FR        | Finanzreferendum      |
| GI        | Gesetzesinitiative    |
| GR        | Gesetzesreferendum    |
| GV        | Gegenvorschlag        |
| KRB       | Kantonsratsbeschluss  |
| RR        | Ratsreferendum        |
| S         | Stichfrage            |
| VI        | Verfassungsinitiative |
| VR        | Verfassungsreferendum |

### 2010–2019
| Datum      | Art | Titel der Vorlage | Stimm-Beteiligung | Anteil Ja-Stimmen | Resultat   |
| ---------- | --- | --- | ----------------- | ----------------- | ---------- |
| 17.11.2019 | EG  | VIII. Nachtrag zum Einführungsgesetz zur Bundesgesetzgebung über die Krankenversicherung                                                                                       | 34,07 %           | 78,39 %           | Angenommen |
| 17.11.2019 | KRB | Kantonsratsbeschluss über die Genehmigung des Regierungsbeschlusses über den Beitritt zur Vereinbarung über die Ost – Ostschweizer Fachhochschule                              | 33,85 %           | 81,79 %           | Angenommen |
| 17.11.2019 | KRB | Kantonsratsbeschluss über die Erstellung des Campus Wattwil (Ersatzneubau Kantonsschule Wattwil sowie Erneuerung und Erweiterung Berufs- und Weiterbildungszentrum Toggenburg) | 34,15 %           | 78,62 %           | Angenommen |
| 17.11.2019 | KRB | Kantonsratsbeschluss über die die Gesamterneuerung des Gewerblichen Berufs- und Weiterbildungszentrums St.Gallen, Standort Demutstrasse                                        | 34,05 %           | 84,01 %           | Angenommen |
| 30.06.2019 | KRB | Kantonsratsbeschluss über die Erstellung des Campus Platztor der Universität St.Gallen                                                                                         | 26,08 %           | 62,91 %           | Angenommen |
| 30.06.2019 | KRB | Kantonsratsbeschluss über den Bau des Klanghauses Toggenburg | 26,14 %           | 61,14 %           | Angenommen |
| 10.02.2019 | KRB | Kantonsratsbeschluss über einen Sonderkredit für die IT-Bildungsoffensive | 34,71 %           | 69,84 %           | Angenommen |
| 25.11.2018 | RR  | V. Nachtrag zum Einführungsgesetz zur Bundesgesetzgebung über die Berufsbildung                                                                                                | 44,28 %           | 81,95 %           | Angenommen |
| 25.11.2018 | KRB | Kantonsratsbeschluss über die Erweiterung und Erneuerung des Regionalgefängnisses und der Staatsanwaltschaft Altstätten                                                        | 45,10 %           | 80,06 %           | Angenommen |
| 23.09.2018 | GR  | III. Nachtrag zum Übertretungsstrafgesetz | 35,82 %           | 66,65 %           | Angenommen |
| 10.06.2018 | FR  | VI. Nachtrag zum Gesetz über die Universität St.Gallen (Joint Medical Master in St.Gallen)                                                                                     | 31,83 %           | 86,03 %           | Angenommen |
| 10.06.2018 | FR  | Kantonsratsbeschluss über eine Einmaleinlage in die St.Galler Pensionskasse | 31,69 %           | 59,43 %           | Angenommen |
| 04.03.2018 | RR  | Kantonsratsbeschluss über Erneuerung und Umbau des Theaters St.Gallen | 51,30 %           | 62,47 %           | Angenommen |
| 25.09.2016 | EI  | Einheitsinitiative «Ja zum Ausstieg aus dem HarmoS-Konkordat» | 43,40 %           | 30,42 %           | Abgelehnt  |
| 05.06.2016 | KRB | Kantonsratsbeschluss über einen Sonderkredit zur Finanzierung von Machbarkeitsstudie und Bewerbungsdossier Expo2027                                                            | 42,50 %           | 39,71 %           | Abgelehnt  |
| 15.11.2015 | GI  | Gesetzesinitiative Bezahlbare Krankenkassenprämien für alle! (Prämienverbilligungsinitiative)                                                                                  | 37,90 %           | 36,88 %           | Abgelehnt  |
| 15.11.2015 | KRB | Kantonsratsbeschluss über den Kantonsbeitrag und die Gewährung eines Darlehens an die Sanierung und Erweiterung der Geriatrischen Klinik St.Gallen                             | 37,60 %           | 84,05 %           | Angenommen |
| 15.11.2015 | GR  | VII. Nachtrag zum Gesetz über die Raumplanung und das öffentliche Baurecht | 37,10 %           | 40,15 %           | Abgelehnt  |
| 15.11.2015 | GR  | XI. Nachtrag zum Steuergesetz | 37,60 %           | 51,32 %           | Angenommen |
| 14.06.2015 | GI  | Gesetzesinitiative Zukunft dank gerechter Vermögenssteuern (Steuergerechtigkeitsinitiative)                                                                                    | 40,80 %           | 27,63 %           | Abgelehnt  |
| 30.11.2014 | KRB | Kantonsratsbeschluss über die Gewährung eines Darlehens an die Stiftung Ostschweizer Kinderspital für einen Neubau auf dem Areal des Kantonsspitals St.Gallen                  | 45,70 %           | 89,98 %           | Angenommen |
| 30.11.2014 | KRB | Kantonsratsbeschluss über die Erneuerung und Erweiterung des Spitals Wattwil                                                                                                   | 45,20 %           | 77,58 %           | Angenommen |
| 30.11.2014 | KRB | Kantonsratsbeschluss über die Erneuerung und Erweiterung des Spitals Linth (2. Etappe)                                                                                         | 45,20 %           | 79,71 %           | Angenommen |
| 30.11.2014 | KRB | Kantonsratsbeschluss über die Erneuerung und Erweiterung des Spitals Grabs | 45,30 %           | 75,40 %           | Angenommen |
| 30.11.2014 | KRB | Kantonsratsbeschluss über die Erneuerung und Erweiterung des Spitals Altstätten                                                                                                | 45,30 %           | 72,87 %           | Angenommen |
| 30.11.2014 | KRB | Kantonsratsbeschluss über den Neubau der Häuser 07A/07B des Kantonsspitals St.Gallen                                                                                           | 45,70 %           | 88,41 %           | Angenommen |
| 28.09.2014 | KRB | Kantonsratsbeschluss über den Teilabbruch und Ersatzneubau der Landwirtschaftsschule am Landwirtschaftlichen Zentrum St.Gallen in Salez                                        | 40,30 %           | 78,02 %           | Angenommen |
| 28.09.2014 | KRB | Kantonsratsbeschluss über Teilabbruch und Erweiterung der Kantonsschule Sargans                                                                                                | 40,40 %           | 78,02 %           | Angenommen |
| 18.05.2014 | S   | C) Stichfrage: Variante A) oder Variante B)? | 44,80 %           | 72,53 %           | Variante B |
| 18.05.2014 | GV  | B) Gegenvorschlag V. Nachtrag zum Energiegesetz | 44,80 %           | 70,10 %           | Angenommen |
| 18.05.2014 | EI  | A) Einheitsinitiative «Energiewende – St.Gallen kann es!» | 44,80 %           | 30,58 %           | Abgelehnt  |
| 09.06.2013 | FR  | Gesetz über die St.Galler Pensionskasse | 33,4 %            | 70,37 %           | Angenommen |
| 25.11.2012 | FR  | Kantonsratsbeschluss über die Genehmigung des Regierungsbeschlusses über den Beitritt zur Vereinbarung über das Forschungs- und Innovationszentrum Rheintal                    | 28,75 %           | 76,89 %           | Angenommen |
| 23.09.2012 | FR  | Kantonsratsbeschluss über den Neubau des Forschungszentrums der Hochschule für Technik Rapperswil                                                                              | 43,69 %           | 77,68 %           | Angenommen |
| 17.06.2012 | GR  | VI. Nachtrag zum Ergänzungsleistungsgesetz: | 34,15 %           | 38,73 %           | Abgelehnt  |
| 27.11.2011 | GI  | Gesetzesinitiative «‹Schluss mit den Steuervorteilen für ausländische Millionärinnen und Millionäre› (Abschaffung der Pauschalsteuer)»                                         | 43,32 %           | 51,92 %           | Angenommen |
| 13.02.2011 | G   | Gesetz über die Pflegefinanzierung | 45,41 %           | 82,43 %           | Angenommen |
| 13.02.2011 | VI  | Verfassungsinitiative «Freie Schulwahl auf der Oberstufe» | 46,5 %            | 17,54 %           | Abgelehnt  |
| 26.09.2010 | KRB | Kantonsratsbeschluss über die S-Bahn St.Gallen 2013 | 38,99 %           | 80,75 %           | Angenommen |
| 26.09.2010 | RR  | II. Nachtrag zum Gesetz über Ruhetag und Ladenöffnung | 39,58 %           | 36,5 %            | Abgelehnt  |
| 07.03.2010 | FR  | Erweiterung Haus 24 Kantonsspital St.Gallen | 40,22 %           | 78,1 %            | Angenommen |

### 2000–2009
| Datum      | Art | Titel der Vorlage | Stimm-Beteiligung | Anteil Ja-Stimmen | Resultat   |
| ---------- | --- | --- | ----------------- | ----------------- | ---------- |
| 27.09.2009 | GI  | Gesetzesinitiative «Schutz vor dem Passivrauchen für alle» und «Freiheitliches Rauchergesetz für den Kanton St.Gallen»                                                                                             | 40,84 %           | 59,04 %           | Angenommen |
| 27.09.2009 | EI  | Einheitsinitiative «Für die Schaffung eines Berufsbildungsfonds (Lehrstelleninitiative)» | 40,43 %           | 37,41 %           | Abgelehnt  |
| 27.09.2009 | FR  | Kantonsratsbeschluss über Sanierung und Erweiterung der Kantonsschule Heerbrugg | 40,38 %           | 72,28 %           | Angenommen |
| 27.09.2009 | FR  | Gesetz über Beiträge an die Genossenschaft Konzert und Theater St.Gallen | 40,14 %           | 51,75 %           | Angenommen |
| 27.09.2009 | FR  | V. Nachtrag zum Ergänzungsleistungsgesetz | 39,95 %           | 79,6 %            | Angenommen |
| 17.05.2009 | VR  | III. Nachtrag zur Kantonsverfassung (zuständiges Organ für Einbürgerungsbeschlüsse) | 31,48 %           | 65,31 %           | Angenommen |
| 17.05.2009 | VR  | Nachtrag zur Kantonsverfassung (Gemeindeverband und Zweckverband): | 30,95 %           | 82,02 %           | Angenommen |
| 17.05.2009 | FR  | Wasserbaugesetz | 31,44 %           | 84,58 %           | Angenommen |
| 30.11.2008 | FR  | Kantonsratsbeschluss über Erwerb und Umbau des Kulturzentrums Lokremise in St. Gallen | 45,2 %            | 57,22 %           | Angenommen |
| 30.11.2008 | VR  | Kantonsratsbeschluss über die Genehmigung des Regierungsbeschlusses über den Beitritt des Kantos St. Gallen zur Interkantonalen Vereinbarung über die Harmonisierung der obligatorischen Schule (HarmoS-Konkordat) | 45,89 %           | 52,85 %           | Angenommen |
| 28.09.2008 | FR  | III. Nachtrag zum Steuergesetz | 35,13 %           | 80,3 %            | Angenommen |
| 28.09.2008 | FR  | Fachhochschulzentrum Bahnhof Nord in St. Gallen | 35,31 %           | 81,33 %           | Angenommen |
| 01.06.2008 | GR  | IV. Nachtrag zum Gerichtsgesetz | 35,87 %           | 64,27 %           | Angenommen |
| 01.06.2008 | FR  | Kantonsratsbeschluss über Erwerb sowie Neu- und Umbau von Liegenschaften am Oberen Graben und an der Frontgartenstrasse in St. Gallen                                                                              | 36,04 %           | 70,98 %           | Angenommen |
| 24.02.2008 | FR  | Kantonsratsbeschluss über die Erweiterung und Sanierung des Berufs- und Weiterbildungszentrum Rorschach-Rheintal in Altstätten                                                                                     | 33,5 %            | 83,32 %           | Angenommen |
| 23.09.2007 | EI  | Initiative "Steuergerechtigkeit für Familien!" | 22,36 %           | 31,33 %           | Abgelehnt  |
| 23.09.2007 | FR  | Kantonsratsbeschluss über den Neubau der Institute für Pathologie und für Rechtsmedizin am Kantonsspital St. Gallen                                                                                                | 22,35 %           | 83,9 %            | Angenommen |
| 23.09.2007 | FR  | Einführungsgesetz zur Bundesgesetzgebung über die Berufsbildung | 22,21 %           | 86,29 %           | Angenommen |
| 23.09.2007 | FR  | Finanzausgleichsgesetz | 22,2 %            | 75,25 %           | Angenommen |
| 23.09.2007 | FR  | Gesetz über die Umsetzung der Neugestaltung des Finanzausgleichs und der Aufgabenteilung zwischen Bund und Kanton                                                                                                  | 22,22 %           | 82,24 %           | Angenommen |
| 17.06.2007 | GR  | VI. Nachtrag zum Gesetz über die Verwaltungsrechtspflege | 34,34 %           | 61,59 %           | Angenommen |
| 17.06.2007 | FR  | Kantonsratsbeschluss über den Neubau des Zentrums für Alterspsychiatrie der Psychiatrischen Klinik St.Pirminsberg in Pfäfers                                                                                       | 34,71 %           | 82,92 %           | Angenommen |
| 11.03.2007 | VI  | Verfassungsinitiative «Verkleinerung des Kantonsrates» | 39,72 %           | 60,24 %           | Angenommen |
| 11.03.2007 | FR  | Nachtrag zum Einführungsgesetz zur Bundesgesetzgebung über die Krankenversicherung | 38,53 %           | 77,08 %           | Angenommen |
| 24.09.2006 | GI  | Initiative «Für unsere Regionalspitäler» | 45,08 %           | 35,01 %           | Abgelehnt  |
| 24.09.2006 | GR  | II. Nachtrag zum Steuergesetz | 44,57 %           | 75,8 %            | Angenommen |
| 21.05.2006 | GR  | VI. Nachtrag zum Einführungsgesetz zur Bundesgesetzgebung über die Berufsbildung | 25,99 %           | 80,02 %           | Angenommen |
| 21.05.2006 | FR  | Kantonsratsbeschluss über die Zuweisung der Golderträge | 26,03 %           | 59,83 %           | Angenommen |
| 05.06.2005 | FR  | Kantonsratsbeschluss über Sanierung und Erweiterung der Universität St.Gallen | 51,78 %           | 66,38 %           | Angenommen |
| 28.11.2004 | GR  | Gesetz über den Fonds Zukunft St.Gallen | 32,79 %           | 45,67 %           | Abgelehnt  |
| 28.11.2004 | GR  | Bürgerrechtsgesetz | 32,83 %           | 45,89 %           | Abgelehnt  |
| 26.09.2004 | GR  | IV. Nachtrag zum Ergänzungsleistungsgesetz | 47,61 %           | 58,56 %           | Angenommen |
| 16.05.2004 | GI  | Initiative für bezahlbare Krankenkassenprämien | 43,48 %           | 44,38 %           | Abgelehnt  |
| 18.05.2003 | GR  | Gesetz über Ruhetag und Ladenöffnung | 47,11 %           | 47,78 %           | Abgelehnt  |
| 09.02.2003 | GR  | Gesetz über Gewässerunterhalt und Wasserbau | 28,05 %           | 49,58 %           | Abgelehnt  |
| 22.09.2002 | GR  | GRB über die Schaffung von Spitalverbunden | 38,27 %           | 84,26 %           | Angenommen |
| 22.09.2002 | GR  | GRB über den Beitritt zur Interkantonalen Vereinbarung über das Linthwerk | 38,1 %            | 84,55 %           | Angenommen |
| 10.06.2001 | VR  | Neue Kantonsverfassung | 41,18 %           | 71,77 %           | Angenommen |
| 24.09.2000 | FR  | GRB über bauliche Massnahmen an der Kantonsschule am Burggraben St.Gallen | 41,26 %           | 71,18 %           | Angenommen |
| 24.09.2000 | FR  | GRB über den Neubau der Kantonsschule Wil | 41,23 %           | 68,52 %           | Angenommen |
| 24.09.2000 | FR  | IV. NG zum EG zur Bundesgesetzgebung über die Berufsbildung | 40,6 %            | 76,57 %           | Angenommen |
| 21.05.2000 | FR  | GRB über Erwerb, Umbau und Erneuerung der Liegenschaft Stella Maris in Rorschach | 40,3 %            | 63,76 %           | Angenommen |
| 21.05.2000 | GI  | Volksinitiative für bezahlbare Krankenkassenprämien | 40,91 %           | 42,74 %           | Abgelehnt  |

### 1990–1999
| Datum      | Art | Titel der Vorlage | Stimm-Beteiligung | Anteil Ja-Stimmen | Resultat   |
| ---------- | --- | --- | ----------------- | ----------------- | ---------- |
| 28.11.1999 | FR  | GRB über den Neubau eines Regionalgefängnisses mit Untersuchungsrichteramt in Altstätten                                            | 31,6 %            | 64,57 %           | Angenommen |
| 29.11.1998 | FR  | GRB über den Beitritt zur Interkantonalen Universitätsvereinbarung                                                                  | 34,49 %           | 76,1 %            | Angenommen |
| 29.11.1998 | GR  | VIII. NG zum Mittelschulgesetz | 34,54 %           | 51,98 %           | Angenommen |
| 29.11.1998 | GR  | GRB über die befristete Kürzung der Staatsbeiträge an die Lehrerbesoldung und die Amortisationslasten der öffentlichen Volksschulen | 34,8 %            | 53,14 %           | Angenommen |
| 29.11.1998 | GR  | III. NG zum Finanzausgleichsgesetz                                                                                                  | 34,49 %           | 47,98 %           | Abgelehnt  |
| 29.11.1998 | GR  | EG zur eidgenössischen Waldgesetzgebung                                                                                             | 35,27 %           | 58,4 %            | Angenommen |
| 27.09.1998 | FR  | Sozialhilfegesetz | 49,12 %           | 64,08 %           | Angenommen |
| 28.09.1997 | FR  | GRB über Ausbau und Erneuerung der Strafanstalt Saxerriet                                                                           | 37,19 %           | 58,56 %           | Angenommen |
| 08.06.1997 | GR  | VIII. NG zum Steuergesetz | 36,91 %           | 69,15 %           | Angenommen |
| 02.03.1997 | GR  | Submissionsgesetz | 20,42 %           | 47,15 %           | Abgelehnt  |
| 01.12.1996 | GR  | III. NG zum Baugesetz | 39,38 %           | 63,3 %            | Angenommen |
| 22.09.1996 | GR  | GRB über die Umwandlung der St.Gallischen Kantonalbank in eine Aktiengesellschaft                                                   | 33,08 %           | 51,4 %            | Angenommen |
| 22.09.1996 | VR  | Nachtrag zur Kantonsverfassung (Initiativrecht)                                                                                     | 32,34 %           | 77,4 %            | Angenommen |
| 22.09.1996 | VR  | Nachtrag zur Kantonsverfassung (Abstimmungsverfahren bei Gesamtrevision der Kantonsverfassung)                                      | 32,48 %           | 78,73 %           | Angenommen |
| 09.06.1996 | FR  | GRB über den Neubau des kantonalen Laboratoriums                                                                                    | 32,69 %           | 57,55 %           | Angenommen |
| 09.06.1996 | FR  | EG zur eidgen. Lebensmittelgesetzgebung                                                                                             | 32,73 %           | 71,7 %            | Angenommen |
| 09.06.1996 | GR  | Ladenschlussgesetz | 33,26 %           | 35,19 %           | Abgelehnt  |
| 10.03.1996 | FR  | GRB über Erwerb, Umbau und Erweiterung von Liegenschaften an der Lämmlisbrunnenstrasse/Sternackerstrasse in St.Gallen               | 27,19 %           | 63,2 %            | Angenommen |
| 26.11.1995 | FR  | GRB zum II. Nachtrag zur Interkantonalen Vereinbarung über das Interkantonale Technikum Rapperswil (Ingenieurschule)                | 32,82 %           | 61,34 %           | Angenommen |
| 26.11.1995 | FR  | GRB über die Erneuerung der Kardiologie und die Einführung der Herzchirurgie am Kantonsspital St.Gallen                             | 33,55 %           | 38,04 %           | Abgelehnt  |
| 26.11.1995 | GR  | Gastwirtschaftsgesetz | 33,41 %           | 53,17 %           | Angenommen |
| 26.11.1995 | FR  | G über die amtliche Vermessung | 32,08 %           | 67,09 %           | Angenommen |
| 25.06.1995 | VR  | Nachtrag zur KV (Finanzierung des Untergymnasiums der Kantonsschule)                                                                | 34,06 %           | 56,85 %           | Angenommen |
| 25.06.1995 | VR  | Gesamtrevision KV: Vorbereitung und Durchführung durch Verfassungsrat (ohne Antwort: 5854)                                          | 33,82 %           | 47,68 %           | Abgelehnt  |
| 25.06.1995 | VR  | Gesamtrevision KV: Vorbereitung und Durchführung durch Grossen Rat (ohne Antwort: 3755)                                             | 33,82 %           | 56,4 %            | Angenommen |
| 25.06.1995 | VR  | Gesamtrevision der Kantonsverfassung                                                                                                | 34,73 %           | 78,71 %           | Angenommen |
| 25.09.1994 | GI  | Volksinitiative "Solidarität in der Krise"                                                                                          | 44,03 %           | 19,3 %            | Abgelehnt  |
| 12.06.1994 | VR  | Nachtrag zur KV (Aufhebung des Amtszwangs bei Proporzwahlen)                                                                        | 42,83 %           | 79,02 %           | Angenommen |
| 07.03.1993 | VR  | Nachtrag zur KV (Änderung der Grundlage für die Verteilung der Grossratsmandate auf die Bezirke)                                    | 42,26 %           | 81,3 %            | Angenommen |
| 17.05.1992 | VR  | Nachtrag zur KV (Herabsetzung des Stimmrechtsalters)                                                                                | 38,58 %           | 71,37 %           | Angenommen |
| 17.05.1992 | FR  | GRB über Erwerb, Umbau und Erneuerung der Liegenschaft Zeughausgasse 20 in St.Gallen                                                | 37,69 %           | 56,95 %           | Angenommen |
| 17.05.1992 | FR  | GRB zum G über Wohnbau- und Eigentumsförderung                                                                                      | 37,85 %           | 64,3 %            | Angenommen |
| 08.12.1991 | FR  | GRB über die Errichtung der Stiftung Klinik Valens und die Staatsbeiträge an Ausbau und Betrieb der Klinik Valens                   | 27,75 %           | 79,36 %           | Angenommen |
| 08.12.1991 | FR  | GRB über den Bau der Umfahrungsstrasse Wagen-Eschenbach-Schmerikon (T8/A8)                                                          | 27,97 %           | 54,72 %           | Angenommen |
| 22.09.1991 | FR  | GRB über Erwerb, Umbau und Ausstattung der Liegenschaft Davidstrasse / Unterstrasse in St.Gallen                                    | 18,38 %           | 61,19 %           | Angenommen |
| 22.09.1991 | FR  | G über die Abgeltung ökologischer Leistungen                                                                                        | 18,47 %           | 64,07 %           | Angenommen |
| 22.09.1991 | FR  | Ergänzungsleistungsgesetz | 18,53 %           | 82,87 %           | Angenommen |
| 22.09.1991 | GI  | Spitaltaxen-Initiative | 18,4 %            | 35,39 %           | Abgelehnt  |
| 02.06.1991 | FR  | III. NG zum G über die Krankenversicherung                                                                                          | 31,34 %           | 78,03 %           | Angenommen |
| 02.06.1991 | FR  | II. NG zum Gesundheitsgesetz | 31,46 %           | 84,04 %           | Angenommen |
| 03.03.1991 | GI  | Wohnschutz-Initiative | 33,58 %           | 30,11 %           | Abgelehnt  |
| 23.09.1990 | FR  | GRB über Ausbau und Erneuerung des kantonalen Spitals Flawil                                                                        | 37,39 %           | 87,49 %           | Angenommen |
| 01.04.1990 | FR  | GRB über Erwerb und Umbau des Schulhauses Hadwig in St.Gallen für die Pädagogische Hochschule                                       | 37,17 %           | 73,54 %           | Angenommen |

### 1980–1989
| Datum      | Art | Titel der Vorlage                                                                                                  | Stimm-Beteiligung | Anteil Ja-Stimmen | Resultat   |
| ---------- | --- | --- | ----------------- | ----------------- | ---------- |
| 04.06.1989 | GI  | St.Gallische Volksinitiative "für eine Schule ohne Fremdsprachunterricht"                                          | 40,15 %           | 38,51 %           | Abgelehnt  |
| 04.06.1989 | VR  | Nachtrag zur KV (Einführung des Ausländerstimmrechts in kirchlichen Angelegenheiten)                               | 40,19 %           | 41,64 %           | Abgelehnt  |
| 04.06.1989 | VR  | Nachtrag zur KV (Herabsetzung des Stimmrechtsalters in den Gemeinden)                                              | 40,28 %           | 49,81 %           | Abgelehnt  |
| 25.09.1988 | FR  | G zur Förderung des öffentlichen Verkehrs                                                                          | 31,54 %           | 72,02 %           | Angenommen |
| 12.06.1988 | FR  | GRB über die Übernahme der öffentlichen Krankenkassen durch private Versicherungsunternehmen                       | 39,45 %           | 60,37 %           | Angenommen |
| 12.06.1988 | FR  | Strassengesetz | 39,37 %           | 58,37 %           | Angenommen |
| 05.04.1987 | FR  | GRB über den Ausbau der Chirurgie und der Radiologie im Kantonsspital St.Gallen                                    | 33,29 %           | 76,48 %           | Angenommen |
| 22.09.1985 | FR  | GRB über Staatsbeiträge an Ausbau und Betrieb des Ostschweizerischen Säuglings- und Kinderspitals St.Gallen        | 41,11 %           | 85,96 %           | Angenommen |
| 22.09.1985 | FR  | GRB über den Ergänzungsbau der Hochschule St.Gallen für Wirtschafts- und Sozialwissenschaften                      | 40,86 %           | 52,81 %           | Angenommen |
| 09.06.1985 | FR  | Finanzausgleichsgesetz                                                                                             | 24,42 %           | 82,14 %           | Angenommen |
| 25.09.1983 | FR  | GRB über Umbau und Erweiterung der Bäuerinnenschule Custerhof in Rheineck                                          | 14,81 %           | 78,94 %           | Angenommen |
| 25.09.1983 | FR  | GRB über die bauliche Erneuerung der landwirtschaftlichen Schule Flawil                                            | 14,8 %            | 78,2 %            | Angenommen |
| 19.06.1983 | FR  | GRB über die bauliche Erneuerung des kantonalen Spitals Walenstadt                                                 | 20,36 %           | 84,72 %           | Angenommen |
| 19.06.1983 | FR  | EG zur Bundesgesetzgebung über die Berufsbildung                                                                   | 20,14 %           | 72,15 %           | Angenommen |
| 19.06.1983 | GI  | Wohnschutzinitiative                                                                                               | 20,29 %           | 38,1 %            | Abgelehnt  |
| 19.06.1983 | GI  | Initiative zur Förderung des öffentlichen Verkehrs                                                                 | 20,37 %           | 41,7 %            | Abgelehnt  |
| 28.11.1982 | FR  | EG zum Bundesgesetz über die Verbesserung der Wohnverhältnisse in Berggebieten                                     | 29,23 %           | 78,66 %           | Angenommen |
| 06.06.1982 | GR  | G über Spielgeräte und Spiellokale                                                                                 | 31,39 %           | 67,01 %           | Angenommen |
| 27.09.1981 | FR  | GRB über den Staatsbeitrag an den Neubau der Handelsschule des Kaufmännischen Vereins St.Gallen                    | 21,15 %           | 61,93 %           | Angenommen |
| 27.09.1981 | Vi  | Initiativbegehren zur Wahrung der Volksrechte in bezug auf Atomanlagen                                             | 21,16 %           | 45,58 %           | Abgelehnt  |
| 28.09.1980 | FR  | GRB über Stallbauten im Gutsbetrieb der Kantonalen Psychiatrischen Klinik Wil                                      | 33,56 %           | 47,97 %           | Abgelehnt  |
| 28.09.1980 | VI  | Initiativbegehren für die Herabsetzung des Stimmrechtsalters                                                       | 33,94 %           | 37,7 %            | Abgelehnt  |
| 02.03.1980 | FR  | GRB über Neu- und Umbauten an der Kantonalen Psychiatrischen Klinik Wil                                            | 34,63 %           | 81,87 %           | Angenommen |
| 02.03.1980 | FR  | GRB über die bauliche Erneuerung der Klinik für Frauenkrankheiten und Geburtshilfe am Kantonsspital [Frauenklinik] | 34,64 %           | 84,33 %           | Angenommen |

### 1970–1979
| Datum      | Art | Titel der Vorlage | Stimm-Beteiligung | Anteil Ja-Stimmen | Resultat   |
| ---------- | --- | --- | ----------------- | ----------------- | ---------- |
| 20.05.1979 | FR  | GRB über den Staatsbeitrag an die Melioration Kirchberg | 33,64 %           | 59,93 %           | Angenommen |
| 24.09.1978 | FR  | GRB über den Neubau des kant. Arbeits- und Hauswirtschaftslehrerinnenseminars in Gossau                                                                                                  | 37,41 %           | 59,9 %            | Angenommen |
| 28.05.1978 | FR  | GRB über die Übertragung der Stadtbibliothek St.Gallen von der Ortsbürgergemeinde an den Kanton                                                                                          | 45,03 %           | 68,73 %           | Angenommen |
| 26.02.1978 | FR  | NG zum EG zum eidgenössischen Eisenbahngesetz | 41,18 %           | 70,83 %           | Angenommen |
| 13.03.1977 | GI  | Volksinitiative für kleinere Schulklassen | 39,53 %           | 19,29 %           | Abgelehnt  |
| 26.09.1976 | FR  | GRB über den Neubau eines Aufnahmegebäudes der Kantonalen Psychiatrischen Klinik Wil | 45,74 %           | 68,48 %           | Angenommen |
| 26.09.1976 | FR  | Volksinitiative für die Erhaltung und gegen die Zweckentfremdung von Wohnraum | 45,06 %           | 35,28 %           | Abgelehnt  |
| 26.09.1976 | GR  | II. NG zum Steuergesetz | 45,86 %           | 39,23 %           | Abgelehnt  |
| 26.09.1976 | GR  | Gesundheitsgesetz | 46,02 %           | 38,47 %           | Abgelehnt  |
| 13.06.1976 | FR  | G über Finanzhaushalt und Trägerschaft der Hochschule St.Gallen | 33,59 %           | 51,32 %           | Angenommen |
| 07.12.1975 | FR  | GRB über die Staatsbeiträge an den Ausbau des Bürgerspitals St.Gallen [Geriatrische Klinik und Pflegeheim]                                                                               | 30,99 %           | 68,56 %           | Angenommen |
| 08.06.1975 | GI  | Tarif-Initiative | 37,97 %           | 26,58 %           | Abgelehnt  |
| 08.06.1975 | VR  | Nachtrag zur KV (Stimmrecht der Ausländer in den Konfessionen) | 38,14 %           | 30,32 %           | Abgelehnt  |
| 08.06.1975 | VR  | Nachtrag zur KV (Stimmrecht der Jugendlichen in den Konfessionsteilen) | 38,13 %           | 44,7 %            | Abgelehnt  |
| 02.03.1975 | FR  | GRB über die Renovation des Nordflügels des Regierungsgebäudes [bauliche Erhaltung des historischen Klosterhofes]                                                                        | 32,18 %           | 56,51 %           | Angenommen |
| 20.10.1974 | GR  | G über die Wasserfahrzeugsteuer | 63,05 %           | 79,4 %            | Angenommen |
| 23.06.1974 | FR  | GRB über Neu- und Umbauten in der Psychiatrischen Klinik St.Pirminsberg in Pfäfers | 25,61 %           | 69,66 %           | Angenommen |
| 23.06.1974 | FR  | GRB über den Staatsbeitrag an den Neubau der gewerblichen Berufsschule Wattwil | 25,52 %           | 59,12 %           | Angenommen |
| 23.06.1974 | FR  | Kindergartengesetz | 25,52 %           | 75,6 %            | Angenommen |
| 23.06.1974 | GI  | NG zum Steuergesetz (Hauptabstimmung) | 25,62 %           | 59,46 %           | Angenommen |
| 19.05.1974 | GI  | Vorabstimmung über drei Alternativen: Volksbegehren für eine gerechtere Besteuerung, Initiativbegehren für vernünftige Steuerlasten, Gegenvorschlag: NG zum Steuergesetz                 |                   |                   |            |
| 02.12.1973 | GI  | EG zum eidgenössischen Gewässerschutzgesetz | 36,82 %           | 79,23 %           | Angenommen |
| 02.12.1973 | GI  | G über Karfreitag und 1. November als neue öffentliche Ruhetage | 37,1 %            | 89,19 %           | Angenommen |
| 23.09.1973 | GI  | Vorabstimmung Gegenvorschlag [Karfreitag und 1. November] (ohne Antwort: 2317) | 33,27 %           | 84,2 %            | Angenommen |
| 23.09.1973 | GI  | Vorabstimmung G-Initiativbegehren für die Bezeichnung des 1. Mai [Tag der Arbeit] als öffentlicher Ruhetag im Kanton St.Gallen (ohne Antwort: 8480)                                      | 33,27 %           | 18,93 %           | Abgelehnt  |
| 20.05.1973 | FR  | GRB über den Neubau eines Knaben- und Mädcheninternates am Lehrerseminar Mariaberg in Rorschach                                                                                          | 42,46 %           | 25,2 %            | Abgelehnt  |
| 04.03.1973 | VI  | Volksinitiative für den Ausbau der Volksrechte in Finanz- und Steuerfragen | 28,41 %           | 41,23 %           | Abgelehnt  |
| 04.06.1972 | FR  | GRB über den Umbau und die Renovation des Hauses Nr. 9 der Kantonalen Psychiatrischen Klinik Wil                                                                                         | 32,96 %           | 88,05 %           | Angenommen |
| 04.06.1972 | FR  | GRB über die Errichtung der Kantonsschule Heerbrugg | 32,83 %           | 56,14 %           | Angenommen |
| 23.01.1972 | FR  | GRB über einen Staatsbeitrag an die Melioration Sennwald | 40,96 %           | 69,89 %           | Angenommen |
| 23.01.1972 | VR  | Nachtrag zur KV [Frauenstimm- und wahlrecht in Kantons- und Gemeindeangelegenheiten] | 41,52 %           | 65,35 %           | Angenommen |
| 04.07.1971 | FR  | GRB über den Staatsbeitrag an den Neubau der gewerblichen Berufsschule St.Gallen | 34,51 %           | 74,43 %           | Angenommen |
| 04.07.1971 | FR  | GRB über einen Neubau und Umbauten des Kantonalen Spitals Grabs | 34,64 %           | 89,34 %           | Angenommen |
| 04.07.1971 | FR  | III. NG zum Erziehungsgesetz | 34,23 %           | 63,93 %           | Angenommen |
| 04.07.1971 | GR  | G über die Urnenabstimmungen | 32,48 %           | 54,44 %           | Angenommen |
| 25.04.1971 | FR  | Fremdenverkehrsgesetz | 35,75 %           | 57,25 %           | Angenommen |
| 07.02.1971 | FR  | EG zum eidgenössischen Eisenbahngesetz | 55,19 %           | 54,13 %           | Angenommen |
| 27.09.1970 | FR  | GRB über den Erweiterungsbau der Handelshochschule St.Gallen | 52,89 %           | 48,68 %           | Abgelehnt  |
| 27.09.1970 | VR  | Nachtrag zur KV (Frauenstimmrecht in den Gemeinden) | 53,46 %           | 47,28 %           | Abgelehnt  |
| 01.02.1970 | FR  | GRB über den Neubau für die Augenklinik, die Ohren-, Nasen- und Halsklinik, die Kantonsapotheke und das Zentrallaboratorium des Kantonsspitals St.Gallen [Hochhaus 2 des Kantonsspitals] | 46,46 %           | 90,29 %           | Angenommen |
| 01.02.1970 | VR  | Nachtrag zur KV (Mitgliederzahl des Grossen Rates) | 45,61 %           | 71,94 %           | Angenommen |

### 1960–1969
| Datum      | Art | Titel der Vorlage | Stimm-Beteiligung | Anteil Ja-Stimmen | Resultat   |
| ---------- | --- | --- | ----------------- | ----------------- | ---------- |
| 23.03.1969 | FR  | GRB über den Beitritt zur Vereinbarung über das interkantonale Technikum Rapperswil [Ingenieurschule]                                      | 44,62 %           | 69,81 %           | Angenommen |
| 23.03.1969 | FR  | Wasserbaugesetz | 44,53 %           | 73,08 %           | Angenommen |
| 08.09.1968 | FR  | GRB über den Staatsbeitrag an die Erweiterungsbauten des Gemeindekrankenhauses Wattwil                                                     | 40,45 %           | 91,9 %            | Angenommen |
| 19.05.1968 | FR  | GRB über die Restauration und den Ergänzungsbau des Lehrerseminars Mariaberg in Rorschach                                                  | 49,14 %           | 69,27 %           | Angenommen |
| 19.05.1968 | FR  | EG zum Bundesgesetz über die Berufsbildung                                                                                                 | 49,01 %           | 68,91 %           | Angenommen |
| 18.02.1968 | FR  | GRB über den Beitritt zur Vereinbarung über das Neu-Technikum Buchs                                                                        | 40,75 %           | 72,8 %            | Angenommen |
| 28.05.1967 | FR  | GRB über die Errichtung der Kantonsschule Wattwil                                                                                          | 46,05 %           | 74,35 %           | Angenommen |
| 28.05.1967 | FR  | GRB über den Ausbau der Kantonsschule Sargans                                                                                              | 46,22 %           | 76,12 %           | Angenommen |
| 28.05.1967 | VR  | Nachtrag zur KV (Stipendien) | 45,65 %           | 57,81 %           | Angenommen |
| 16.04.1967 | FR  | GRB über Massnahmen zur Förderung des Wohnungsbaus                                                                                         | 47,51 %           | 67,5 %            | Angenommen |
| 16.04.1967 | FR  | G über die Staatsbeiträge an die Gemeindekrankenhäuser                                                                                     | 48,2 %            | 90,62 %           | Angenommen |
| 16.04.1967 | VR  | Nachtrag zur KV (Wahl und Amtsdauer der Ständeräte)                                                                                        | 47,54 %           | 58,73 %           | Angenommen |
| 11.12.1966 | FR  | GRB über den Neubau des Kantonalen Krankenhauses Uznach                                                                                    | 49,82 %           | 88,94 %           | Angenommen |
| 11.12.1966 | FR  | GRB über einen Staatsbeitrag an den Neubau einer Bäderklinik [Rheuma- und Rehabilitationszentrum] in Valens                                | 49,73 %           | 80,02 %           | Angenommen |
| 16.10.1966 | FR  | GRB über einen Staatsbeitrag an die erste Etappe der Gesamtmelioration der Rebberge in der Gemeinde Berneck                                | 50,67 %           | 46,75 %           | Abgelehnt  |
| 16.10.1966 | FR  | GRB über den Staatsbeitrag an den weiteren Ausbau des Städtischen Krankenhauses Rorschach                                                  | 50,89 %           | 80,44 %           | Angenommen |
| 16.10.1966 | FR  | G über die Krankenversicherung | 50,84 %           | 69,29 %           | Angenommen |
| 20.03.1966 | FR  | Staatsbeitrag an den Neubau eines Gemeindekrankenhauses in Wil                                                                             | 47,82 %           | 82,11 %           | Angenommen |
| 20.03.1966 | FR  | G über die Ergänzungsleistungen zur eidg. Alters-, Hinterlassenen- und Invalidenversicherung                                               | 48,03 %           | 87,35 %           | Angenommen |
| 20.03.1966 | FR  | Neubau eines zweiten Schwesternhauses und eines Schulpavillons für das Kantonsspital St.Gallen                                             | 47,95 %           | 84,36 %           | Angenommen |
| 20.03.1966 | FR  | Staatsbeitrag an die Melioration Dietschwil in der Gemeinde Kirchberg                                                                      | 47,54 %           | 72,14 %           | Angenommen |
| 20.03.1966 | FR  | GRB über die Beteiligung an der Finanzierung technischer Verbesserungen der Bodensee–Toggenburg-Bahn                                       | 44,3 %            | 72,96 %           | Angenommen |
| 04.07.1965 | FR  | EG zum Bundesgesetz über den Zivilschutz                                                                                                   | 44,1 %            | 58,69 %           | Angenommen |
| 16.05.1965 | FR  | G über die Verwaltungsrechtspflege | 47,31 %           | 59,25 %           | Angenommen |
| 16.05.1965 | FR  | GRB über den Neubau eines Mehrzweckgebäudes der Heil- und Pflegeanstalt Wil                                                                | 47,91 %           | 79,65 %           | Angenommen |
| 16.05.1965 | VR  | Nachtrag zur KV (Schaffung eines Verwaltungsgerichts)                                                                                      | 47,43 %           | 58,51 %           | Angenommen |
| 28.02.1965 | FR  | GRB über die Sicherstellung der Versorgung der Zivilbevölkerung mit Verbandmaterial                                                        | 50,48 %           | 74,64 %           | Angenommen |
| 02.02.1964 | FR  | GRB betr. den Neubau eines Personalhauses für das Kantonale Krankenhaus Uznach                                                             | 57,59 %           | 93,16 %           | Angenommen |
| 07.07.1963 | FR  | GRB über den Umbau und die Renovation des kantonalen Zeughauses St.Gallen                                                                  | 55,73 %           | 42,18 %           | Abgelehnt  |
| 07.07.1963 | FR  | NG zum EG zum Bundesgesetz über den Schutz der Gewässer gegen Verunreinigung                                                               | 56,2 %            | 88,49 %           | Angenommen |
| 07.07.1963 | VR  | Nachtrag zur KV (Mitgliederzahl des Grossen Rates)                                                                                         | 56,14 %           | 44,31 %           | Abgelehnt  |
| 03.02.1963 | FR  | GRB über den Staatsbeitrag an den Um- und Erweiterungsbau des Gemeindekrankenhauses Altstätten                                             | 54,45 %           | 91,67 %           | Angenommen |
| 03.02.1963 | VR  | Nachtrag zur KV (Wählbarkeit der Frauen)                                                                                                   | 54,09 %           | 44,11 %           | Abgelehnt  |
| 04.11.1962 | FR  | GRB über die Gewährung eines Staatsbeitrages an die Melioration in der Gemeinde Oberbüren                                                  | 48,29 %           | 74 %              | Angenommen |
| 27.05.1962 | FR  | Nachtrag zum GRB über den Neubau der chirurgischen Klinik eines zentralen Röntgeninstitutes und weiteren Anlagen des Kantonsspitals        | 51,19 %           | 87,19 %           | Angenommen |
| 22.10.1961 | FR  | GRB betr. die Leistung eines Staatsbeitrages an den Neubau und den Betrieb eines Ostschweizerischen Säuglings- und Kinderspitals St.Gallen | 53,58 %           | 87,11 %           | Angenommen |
| 22.10.1961 | GI  | Initiativbegehren auf Einführung des fakultativen Staatssteuerfuss-Referendums                                                             | 53,13 %           | 30,54 %           | Abgelehnt  |
| 16.04.1961 | FR  | GRB über die Errichtung einer Zweigschule des Lehrerseminars und der Kantonsschule Sargans                                                 | 60,02 %           | 53,16 %           | Angenommen |
| 16.04.1961 | FR  | GRB über die Erweiterungsbauten des Lehrerseminars Mariaberg in Rorschach                                                                  | 60,09 %           | 75,05 %           | Angenommen |
| 16.04.1961 | FR  | GRB über den Erweiterungsbau und die Renovation der Kantonsschule St.Gallen                                                                | 60,11 %           | 73,34 %           | Angenommen |
| 16.04.1961 | VR  | Nachtrag zur KV (Berufsbildung und Stipendienordnung)                                                                                      | 60,05 %           | 74,28 %           | Angenommen |
| 22.01.1961 | FR  | GRB über den Neubau eines Schwesternhauses für das Kantonsspital St.Gallen                                                                 | 53,02 %           | 86,33 %           | Angenommen |
| 22.01.1961 | FR  | GRB über den Staatsbeitrag an den Um- und Erweiterungsbau des Gemeindekrankenhauses Flawil                                                 | 52,99 %           | 86,32 %           | Angenommen |
| 22.01.1961 | FR  | G über die Alters- und Hinterlassenenbeihilfe                                                                                              | 53,05 %           | 82,49 %           | Angenommen |
| 21.02.1960 | FR  | GRB betr. den Staatsbeitrag an den Ausbau des städtischen Krankenhauses Rorschach                                                          | 59,18 %           | 88,26 %           | Angenommen |
| 21.02.1960 | FR  | GRB betr. den Staatsbeitrag an den Umbau des Sanatoriums Walenstadtberg                                                                    | 59,31 %           | 71,65 %           | Angenommen |

### 1954–1959
| Datum      | Art | Titel der Vorlage | Stimm-Beteiligung | Anteil Ja-Stimmen | Resultat   |
| ---------- | --- | --- | ----------------- | ----------------- | ---------- |
| 29.11.1959 | FR  | Neubau der Handels-Hochschule, Verkauf der Verkehrsschul-Liegenschaft und Erwerb des bisherigen Handels-Hochschul-Gebäudes | 59,65 %           | 62,83 %           | Angenommen |
| 29.11.1959 | VR  | Nachtrag zur KV (Verlängerung der Amtsdauer)                                                                               | 59,14 %           | 59,42 %           | Angenommen |
| 17.02.1957 | FR  | GRB betr. Staatsbeitrag an den Ausbau des Gemeindekrankenhauses Wattwil                                                    | 59,66 %           | 93,97 %           | Angenommen |
| 09.12.1956 | FR  | Lehrergehaltsgesetz | 63,26 %           | 52,96 %           | Angenommen |
| 01.07.1956 | FR  | GRB betr. Strassennetz, Ausbau 1956/60                                                                                     | 53,66 %           | 84,59 %           | Angenommen |
| 01.07.1956 | FR  | GRB betr. Krankenhaus Walenstadt, bauliche Neugestaltung                                                                   | 53,79 %           | 89,75 %           | Angenommen |
| 01.07.1956 | FR  | GRB Kantonsspital St.Gallen, Neubau der chirurgischen Klinik, eines zentralen Röntgeninstitutes und weiterer Anlagen       | 53,8 %            | 89,06 %           | Angenommen |
| 13.05.1956 | FR  | G über die Beiträge des Staates an die Gemeindekrankenhäuser                                                               | 56,46 %           | 84,81 %           | Angenommen |
| 24.10.1954 | GR  | NG zum G über die Staats- und Gemeindesteuern                                                                              | 69,14 %           | 66,06 %           | Angenommen |
| 14.02.1954 | FR  | GRB betr. Bauvorlage Heil- und Pflegeanstalt Wil                                                                           | 64,83 %           | 83,04 %           | Angenommen |
| 14.02.1954 | FR  | GRB betr. Bauvorlage Kantonsspital St.Gallen                                                                               | 64,89 %           | 84,22 %           | Angenommen |
| 14.02.1954 | FR  | G über die Handelshochschule                                                                                               | 63,8 %            | 67,93 %           | Angenommen |